# 김의섭
김의섭(한국 한자: 金義燮, 1987년 9월 22일 ~ )은 대한민국의 전 축구 선수이며, 포지션은 미드필더였다.